# 伯特蘭 (內布拉斯加州)
伯特蘭（英語：Bertrand）是位於美國內布拉斯加州費爾普斯縣的村。

## 人口
根據2020年美國人口普查的數據，伯特蘭的面積為1.44平方千米，皆為陸地。當地共有人口709人，而人口密度為每平方千米492人。